# Riku Matsuda (Fußballspieler, 1999)
Riku Matsuda (jap. 松田 陸, Matsuda Riku; * 3. Mai 1999 in Fujioka, Präfektur Gunma) ist ein japanischer Fußballspieler.

## Karriere
Riku Matsuda erlernte das Fußballspielen in den Jugendmannschaften des Milestri SC und des Maebashi FC sowie in der Schulmannschaft der Maebashi Ikuei High School. Seinen ersten Vertrag unterschrieb er 2018 bei Gamba Osaka. Der Verein aus Suita, einer Stadt nördlichen Präfektur Osaka, spielte in der höchsten japanischen Liga, der J1 League. In Suita kann er auch in der U23-Mannschaft eingesetzt werden. Die U23 spielt in der dritten Liga, der J3 League. Für Gamba absolvierte er zwei Erstligaspiele und 78 Drittligaspiele. Im Januar 2021 wechselte er zum Zweitligisten Zweigen Kanazawa. Nach 81 Zweitligaspielen für Zweigen wechselte er im Januar 2023 zum ebenfalls in der zweiten Liga spielenden JEF United Ichihara Chiba.